# Bradenham (Buckinghamshire)
Bradenham – wieś w Anglii, w hrabstwie Buckinghamshire, w dystrykcie (unitary authority) Buckinghamshire. Leży 51 km na zachód od centrum Londynu. W 2001 miejscowość liczyła 722 mieszkańców.